# Sound of lies
Sound of lies is het vijfde studioalbum van de Amerikaanse countryrock band The Jayhawks. Nadat zanger/gitarist /componist en medeoprichter Mark Olson de band had verlaten, is de groep gaan zoeken naar een andere (bredere) muziekstijl. De nadruk ligt nog steeds op de alternatieve countrymuziek, maar er is ook ruimte voor andere stijlen zoals rock en experimentele, psychedelische muziek (zoals in Poor little fish). Er is nog steeds een belangrijke rol weggelegd voor harmonieuze zang en gitaarsolo’s. Sommige stukken doen denken aan the Beatles en Crowded House.
Na het vertrek van Mark Olson heeft Gary Louris zich ontwikkeld tot de belangrijkste componist van de band. Bassist Marc Perlman en drummer Tim O’Reagan hebben mee geschreven aan de liedjes op dit album.

## Tracklist
1. The Man who loved life – (Gary Louris) - (5:00)
2. Think about it - (Gary Louris en Marc Perlman) – (5:37)
3. Trouble - (Gary Louris en Marc Perlman) - (4:50)
4. It's up to you – (Gary Louris) - (3:38)
5. Stick in the mud – (Gary Louris) - (3:34)
6. Big star - (Gary Louris) - (4:25)
7. Poor little fish - (Gary Louris) - (3:56)
8. Sixteen down – (Gary Louris) - (5:23)
9. Haywire - (Gary Louris) – (5:21)
10. Dying on the vine – (Gary Louris en Marc Perlman) - (5:52)
11. Bottomless cup – (Tim O’Reagan) - (4:14)
12. Sound of lies - (Gary Louris) - (3:56)

## Muzikanten

### The Jayhawks
- Gary Louris - zang, elektrische en akoestische gitaar, chaimberlin, twaalfsnarige gitaar
- Kraig Johnson - elektrische en akoestische gitaar
- Karen Grotberg - piano, zang, orgel, mellotron
- Jessy Greene - viool, altviool, cello
- Marc Perlman - basgitaar, zang, akoestische gitaar, twaalfsnarige gitaar
- Tim O’Reagan - drums, zang, akoestische gitaar

Dit is het eerste album waarop Kraig Johnson, Jessy Green en Tim O’Reagan mee speelden. Drummer O’Reagan speelt tot heden bij de Jayhawks, waarmee een einde is gekomen aan de diverse drummer-wisselingen binnen de band.
Gary Louris en George Drakoulias spelen op dit album onder meer op een chamberlin. Dat is een elektro-mechanische keyboard (voorloper van de mellotron), voor het eerst gebruikt in 1956.

### Overige muzikanten
- Paul Ryan - percussie (tracks 3 en 10)
- Matthew Sweet – zang (track 8)
- George Drakoulias - chamberlin (track 10)

## Productie
De onderstaande technici hebben meegewerkt aan dit album.
- Producer – The Jayhawks
- Producer (mixing) – Brian Paulson
- Mastering – Stephen Marcussen
- Mixing – George Drakoulias en Jim Scott
- Geluidstechnici – Mark Haines, Joe Zook, Victor Janacua, Brian Jenkins, Allen Sanderson, Michael Scotella

Het album is opgenomen in mei 1996 in The Terrarium in Minneapolis en in Louie's Clubhouse in Los Angeles. Het is gemixt in de Ocean Way Recording in Los Angeles. De nummers Think about it en Bottomless cup zijn gemixt door Brian Paulson in de Smart Studios in Madison, Wisconsin. Het album is gemasterd door Precision Mastering, in Los Angeles.
Het album is uitgebracht in april 1997. Deze plaat is zowel op vinyl (lp) als op cd verschenen. Er zijn latere versies van dit album verschenen (met bonusnummers) maar die staan niet vermeld in dit artikel. Op de site van Discogs is de discografie van dit album te raadplegen (zie bronnen en referenties). Big Star en Think about it zijn op single uitgebracht.
Op de albumhoes staat in vage rood/blauwe contouren het gezicht van Gary Louris. De gezichten van de bandleden worden weerspiegeld in zijn bril. Het ontwerp is van Mary Leir en de foto's zijn gemaakt door Dan Corrigan.

## Waardering
Met dit album weten de Jayhawks hun vorige albums niet geheel te evenaren. De Amerikaanse site AllMusic waardeerde dit album met vier sterren (maximum is vijf) en in de Billboard Album200 behaalde deze plaat #112.